# Diemen
Diemen là một đô thị ở tỉnh Noord-Holland của Hà Lan. Đô thị này có dân số 24.000. Diemen nằm ở ngay phía đông Amsterdam, trong khu vực vùng đô thị thủ đô.
Thị xã này gồm 3 khu vực: Diemen Noord có nhiều tòa nhà cổ và là nơi sinh sống của tầng lớn trung lưu; Diemen Centrum, phần lớn là những tòa nhà hiện đại và Diemen Zuid, nằm ở phía nam một con kênh.
Diemen Zuid có một khu vực lớn Đại học INHOLLAND